# Inge Rademeyer
Inge Rademeyer là một nữ diễn viên và nhà làm phim người Nam Phi.
Sinh ra ở Nam Phi, cô di cư đến New Zealand lúc 15 tuổi. Sau khi học chuyên ngành Điện ảnh, Truyền hình và Nghiên cứu Truyền thông cũng như Nhà hát và Kịch tại Đại học Auckland, Rademeyer chuyển đến Wellington để theo đuổi công việc trong ngành công nghiệp điện ảnh New Zealand đang phát triển. Cô đã làm việc tại nhà VFX từng đoạt giải Oscar, Weta Digital trong các dự án như King Kong, Avatar và The Hobbit. Trong thời gian này, cô cũng sản xuất và đóng vai chính trong một bộ phim độc lập được đánh giá cao Good for nothing với bạn đời của mình - đạo diễn Mike Wallis - cũng là cựu sinh viên của Weta Digital. Trong suốt quá trình sản xuất hậu kỳ, Jamie Selkirk đã tham gia với tư cách là Nhà sản xuất và nhà đầu tư điều hành cho bộ phim

## Cuộc sống và sự nghiệp
Rademeyer được sinh ra ở Johannesburg, Nam Phi. Cô di cư đến New Zealand cùng gia đình khi cô 15 tuổi. [7] Cô là thành viên của công ty múa đương đại Black Grace's UYM trong 4 năm. Cô tốt nghiệp Đại học Auckland với bằng về điện ảnh và phim truyền hình và đã được trao học bổng cho khả năng tinh tế trong diễn xuất hài kịch (Học bổng Charlotte Emily Lubeck). Sau đại học, cô gặp vị hôn phu Mike Wallis và sau đó chuyển đến Wellington để cùng anh làm việc tại công ty Weta Digital VFX của Peter Jackson. Sau những lần thử mua một ngôi nhà, cả hai đều nhận ra rằng họ không muốn mua một ngôi nhà, và chỉ muốn làm một bộ phim. Sau đó, họ bắt đầu thực hiện phim Good for nothing với sự hỗ trợ của nhiều bạn bè trong ngành điện ảnh, gia đình và nông dân địa phương nơi họ quay tại địa điểm ở cả Đảo Nam và Đảo Bắc của New Zealand.